# Lucien Geelhoed
 (août 2022).
Lucien Geelhoed (1968) est un auteur néerlandais de jeux de société

## Ludographie

### Seul auteur
- Gruselino, 1999, Ravensburger

### AvecRoberto Fraga
- Time is Money, 2003, Ravensburger